# رينولد إغرز
رينولد إغرز (بالألمانية: Reinhold Eggers)‏ هو ضابط وجندي وكاتب ألماني، ولد في 26 أبريل 1890 في Roklum ‏ في ألمانيا، وتوفي في 1974.